# Suhel Haddad
Pour les articles homonymes, voir Haddad.
Suhel Haddad (en arabe  سهيل حداد , en hébreu,  סוהיל חדאד  ; autre orthographe Souheil Haddad), né le 28 mars 1951  à Jaffa, est un acteur arabe israélien de théâtre, de cinéma et de télévision. 
En 1982, il a commencé à travailler en tant que producteur de programmes de télévision éducatifs en arabe (Israeli Educational Television).
En 1986, dans le film Avanti Popolo, produit par Rafi Bukai, il joue le rôle de Ghassan Hamadeh, un soldat égyptien.
En 2011, il a produit le documentaire Douma, réalisé par sa femme, Abir Haddad Zaybak.

## Filmographie
Cinéma
- 1984 : La Petite fille au tambour de George Roy Hill : Danny
- 1986 : Avanti Popolo de Rafi Bukai : Rasan (Ghassan) Hamadeh
- 1992 : Cup Final (Gmar Gavi'a) d’Eran Riklis : Omar
- 1999 : La Voie lactée (film, 1999) d’Ali Nasser : Mabruq
- 2010 : Naomi (Hitpartzut X) d’Eitan Tzur : Anton Karam
- 2012 : The Cave (La Grotte) de Sal Orr : Voisin
- 2016 : Je danserai si je veux de Maysaloun Hamoud

Télévision
- 1984 : Krovim Krovim : Antoine
- 1988 : Ken, ma? (Oui, quoi ?), sitcom d’Anat Gov : Ibrahim

## Théâtre
Suhel Haddad est un des principaux acteurs du théâtre Al-Midan de Haïfa.